# Fontaine du bassin Soufflot
La fuente del Bassin Soufflot, también llamada Bassin Pastoral, se encuentra en el VI Distrito de París, en la Place Edmond Rostand frente a la Rue Soufflot, que conduce al Panteón.

## Histórico
En el corazón del Barrio Latino de París, la actual Place Edmond-Rostand en la que se encuentra la fuente, fue construida sobre la antigua Place Saint-Michel cuando se creó el Boulevard Saint-Michel en 1862. Ocupa una parte antigua de la rue de Médicis que bordea el Jardín de Luxemburgo y fue renombrada en 1924 en honor al escritor y poeta francés Edmond Rostand, autor de Cyrano de Bergerac. La fuente está en la prolongación de la rue Soufflot que conduce al Panteón.
La fuente Bassin Soufflot fue construida por el arquitecto Gabriel Davioud en 1862, durante el reinado de Louis-Napoleon Bonaparte, para decorar la actual Place Edmond-Rostand de París. La escultura de bronce que adorna la pila fue creada en 1862 por Gustave Adolphe Désiré Crauk e instalada en 1864 Se reproduce en Cheptainville. Su modelo de yeso, adquirido por la ciudad de París, se exhibirá en la Exposición Universal de 1878. El Musée des Beaux-Arts de Valenciennes conserva un boceto de galvanoplastia fechado en 1876.

## Descripción
Un hermoso estanque construido por Gabriel Davioud fue adornado en 1884 con una escultura de bronce de Gustave Adolphe Désiré Crauk que representa un tritón y una nereida que sostiene una gran concha, de la que brota el agua y se vierte en el estanque.

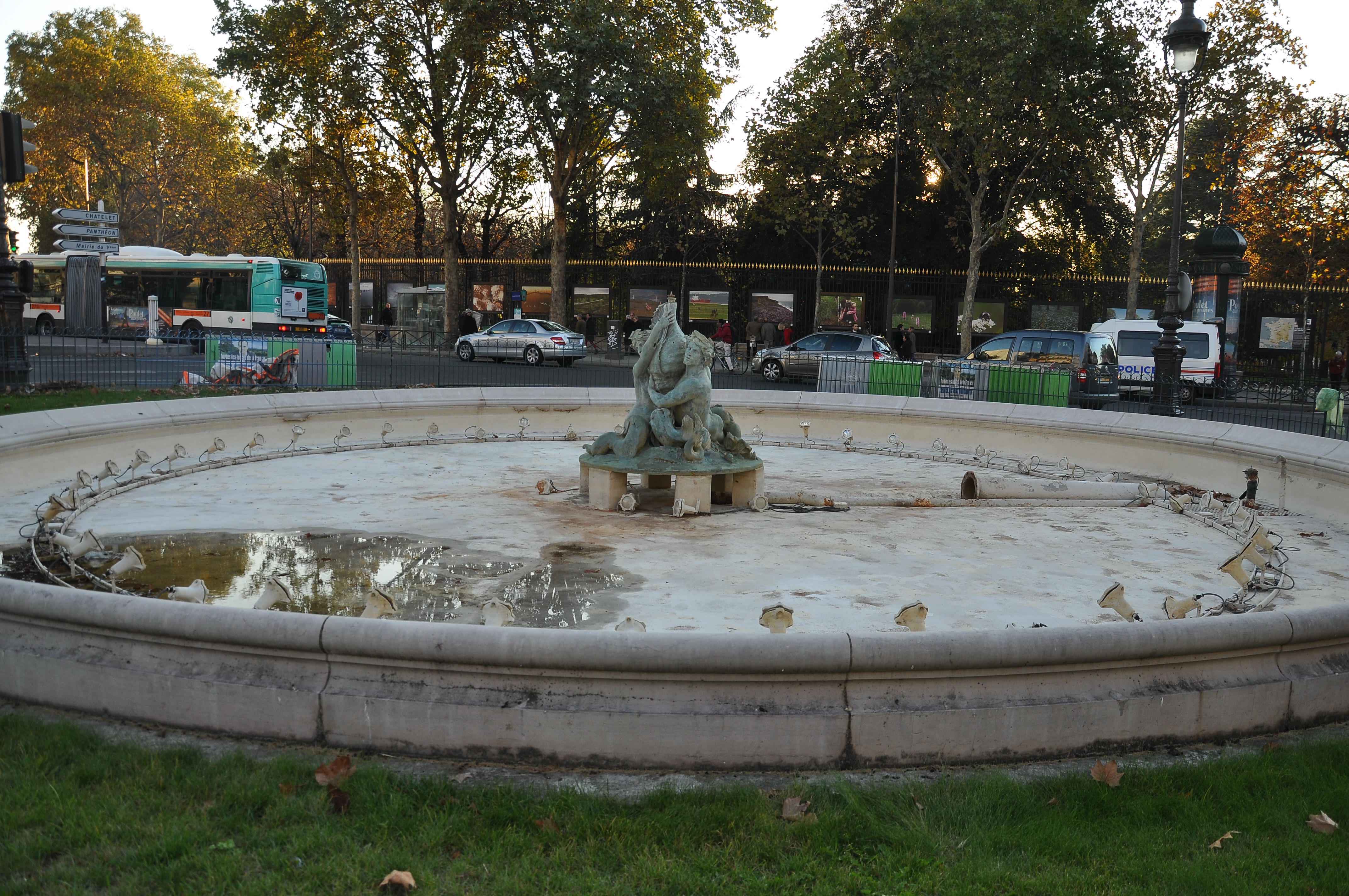
Vista de los jardines de Luxemburgo
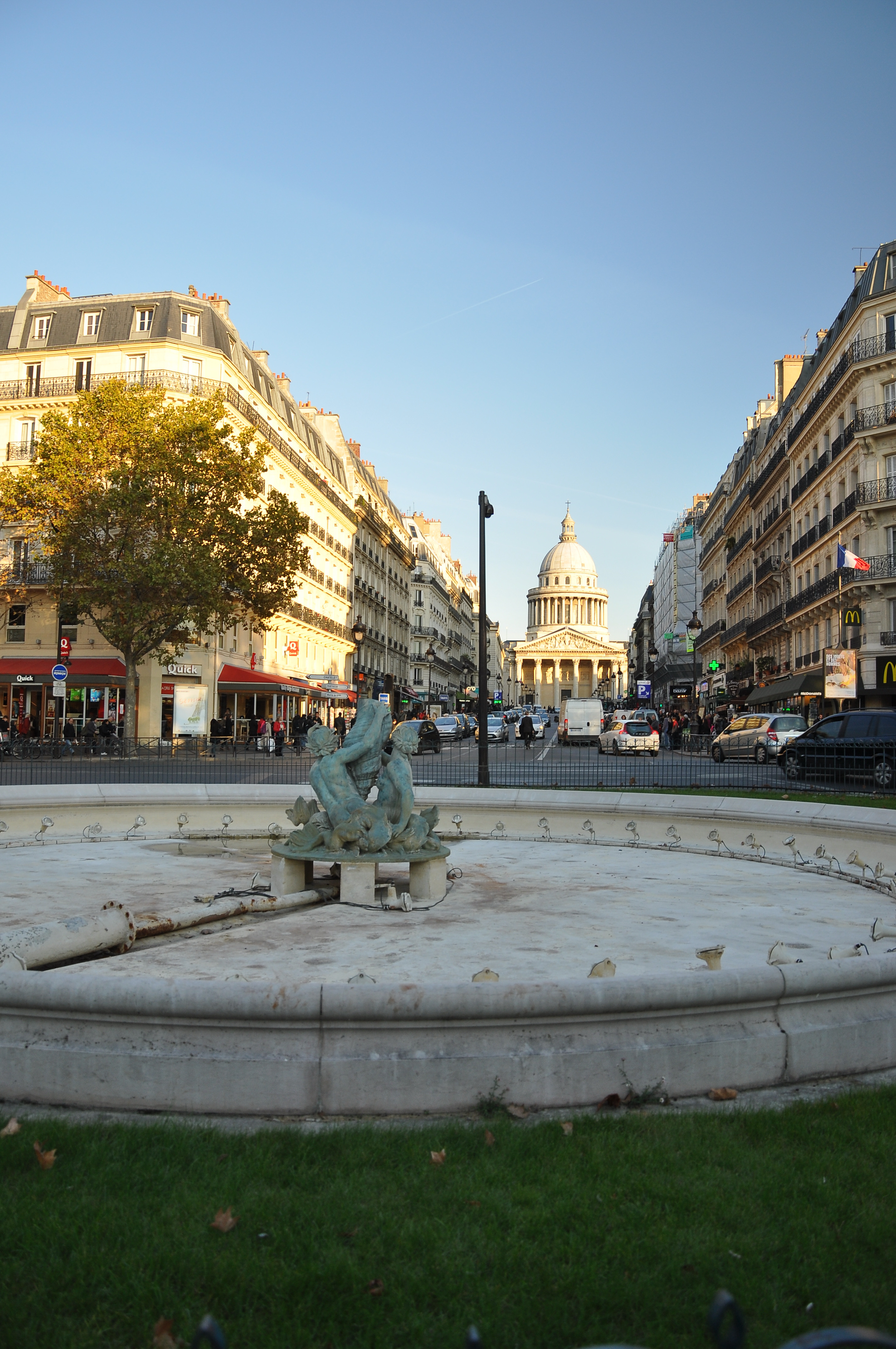
Vista de la rue Soufflot y Panthéon